# Medicilândia
Medicilândia – miasto i gmina w Brazylii, w stanie Pará. Znajduje się w mezoregionie Sudoeste Paraense i mikroregionie Altamira.